# 劉銖
刘铢（？—950年），陕州（今河南三门峡市陕县）人，中国五代后汉大臣、酷吏。
刘铢年轻时为后梁邵王朱友诲牙将。后晋天福年间，刘知远为侍卫亲军都指挥使，与刘铢有旧交，于是上表推荐他为内职事官。刘知远出镇太原，以刘铢为左都押衙。刘铢为人残酷好杀戮，刘知远以刘铢勇武果断像自己，特别信用他。
刘知远称帝建立后汉，以刘铢为永兴军节度使（治所在陕西省西安市），跟随刘知远平定汴京、洛阳，调任青州淄青节度使，加同平章事。汉隐帝即位，加检校太师、兼侍中。刘铢立法严峻，令行禁止，官民有过失，不问轻重，从不宽贷。每次亲自处理事务，稍有忤逆他的意思，即令倒拖出去，直到数百步外才停止，这个人已经体无完肤。每次打人，派人双杖对打，称之为“合欢杖”；有时打人按这个人的岁数，称之为“随年杖”。在任擅自横征暴敛，每年秋税一亩收钱三千，夏税一亩收钱二千，以备公用，辖境内都畏惧他，不敢违背。
乾祐年间，淄州、青州蝗灾严重，刘铢下令捕蝗，不让有遗漏，田苗没有损害。之前，江淮道路不通，吴越钱镠的使者常渡海至中原。滨海郡县，吴越都设有两浙回易务，和当地百姓做生意。他们重重收刮，自设刑具监狱，前后长官贪图重金厚赂，不能禁止。刘铢上任后，通告下属，不得为吴越追收，擅行催逼，吴越人害怕，不敢违命。刘铢称疾不朝，隐帝怕刘铢刚戾难制，在前沂州刺史郭琼攻打南唐海州回军路过青州时，将他留下屯守青州。刘铢将要害他，设宴伏兵幕下，郭琼面无惧色，刘铢也不敢动手。郭琼对他说去留的祸福，刘铢于是答应。
朝廷再让符彦卿取代刘铢，刘铢离镇之日，有几屋私盐，夹杂着粪便污秽，填塞各个井口，以土填平。符彦卿向朝廷告发，刘铢于是很久以奉朝请闲官待命，暗中对史弘肇、杨邠的府邸指指点点的咒骂。李业等人诛史弘肇等，刘铢很高兴，称赞李业等人。不久以刘铢权知开封府事。郭威从鄴都起兵，他的亲族子孙妇女十数人和王峻全家，都被刘铢所害，极其惨毒。郭威入京城，刘铢妻裸露用席遮住自己，和刘铢一起被抓。郭威以李太后之令，将他下狱。刘铢对妻子说：“我肯定死了，你也要给人家当奴婢了！”妻子说：“按明公的所做所为，我也应该当奴婢了。”郭威派人责备刘铢：“昔日和你一起事奉汉室，怎么没有故人之情。我的家属被屠灭，刘公虽奉君命，但加之残酷刑罚，多么残忍！刘公家也有妻儿，也顾念吗？”《旧五代史》说刘铢只是自称死罪。《新五代史》说刘铢回答：“我为汉家杀戮叛族，不知其他。”郭威想要收揽人心，于是启奏太后，将他和他一个儿子处死，释放了他的妻子。郭威即位，下诏赐刘铢妻陕州庄宅各一所。

## 延伸阅读
[在维基数据编辑]
 《舊五代史/卷107》，出自薛居正《舊五代史》
 《新五代史/卷30》，出自歐陽修《新五代史》